# Противостояние племён Бугу и Сарыбагыш
Противостояние племён Бугу и Сарыбагыш (кирг. Бугу жана Сарыбагыш урууларынын чабышы) — междоусобная война  между кыргызскими племенами Сарыбагыш и Бугу, а также проханскими и пророссийскими племенами.

## Ход междоусобной войны
В 1854 году войска Ормон-хана неожиданно нанесли удар по владениям Боромбай-бия, бугинцам удалось быстро мобилизовать более 3-х тысяч бойцов и получить численное превосходство над сарыбагышами.
Сражение произошло в местности Кутургу на севере Иссык-Куля, по результату которого сарыбагыши были разбиты, а Ормон-хан пленён. Бугинские феодалы не собирались предавать смерти Ормона, однако давний недруг хана — Балбай-батыр, проник в юрту где находился хан и проткнул его копьём.
Бугинские феодалы попытались мирно решить конфликт в сарыбагышами, однако вторые выдвинули требования, которые были отвергнуты бугинцами, что привело к продолжению конфликта. Сарыбагышские военачальники совершили поход на южный берег Иссык-Куля и нанесли ощутимый урон бугинским родам «Желдең» и «Кыдык». В следующем походе сарыбагышей во главе с Торогельди-батыром сарыбагыши были разбиты бугинцами при поддержке 800 русских и казахских солдат во главе с Тезек-султаном и П. П. Семёновым. В ходе боевых действий сарыбагышами также был разорен бугинский род «Тынымсейит».
В 1855 году бугинцы официально приняли русское подданство, в 1856 году на территорию Иссык-Кульской котловины вошёл значительный русский отряд, который разбил сарыбагышей во главе с Тулегабыл-манапом в местности Джылгын-баши. Некоторые бугинские феодалы, как например Балбай-батыр, не хотели принимать русское подданство, поэтому Балбай откочевал в Текес, однако позже был пойман и заточён в темницу в Верном.
Брат сына Боромбай-бия — Зарыппек-султан, совершил ряд походов против сарыбагышей при поддержке царских войск, сарыбагышский род «Надырбек» был разбит и разграблен войсками Зарыппека, разграбленный скот был роздан бугинским родам «Желдең», «Кыдык» и «Тынымсейит». Далее Зарыппек-султан нанес удар по сарыбагышам в Кочкоре и нанес значительно поражение неприятелям, вынудив Торогельди-батыра бежать в горы.
В 1856 году царский отряд П. М. Хоментовского нанес удар по чуйским сарыбагышам, однако на обратном пути отряд был разбит киргизами в местности Кастек, а сами остатки с трудом пробились в Верный. После знаменитой Узун-Агачской битвы киргизские манапы Джантай и Байтик решили принять русское подданство. Разрозненные киргизские владения были не в состоянии оказать совместное сопротивление царским войскам, сын Ормон-хана — Уметалы-батыр, сопротивлялся царским войскам вплоть до 1866 года, однако в сражении при Атбаши его силы были наголову разбиты отрядом А. П. Проценко.